# Maskófalva
Maskófalva (1899-ig Maskova, szlovákul: Mašková) község Szlovákiában, a Besztercebányai kerületben, a Losonci járásban.

## Fekvése
Losonctól 10 km-re nyugatra, a Losonci-medence nyugati részén, a Maskófalvi-patak partján, 210 m magasságban fekszik.

## Története
A község területén ősidők óta élnek emberek. Határában a pilinyi kultúra, a korai bronzkor emberének települését tárták fel.
Maskófalvát az 1332 és 1337 között kelt pápai tizedjegyzék "Moscvilla" néven említi először. 1385-ben "Maskfalu et Lehota" néven említi oklevél. Szlovák nevén 1786-ban Maschkova alakban szerepel először. A gácsi uradalomhoz tartozott. A 16. században vlach pásztorok települtek ide. 1828-ban 64 házában 518 lakos élt. Lakói mezőgazdasággal, állattartással, favágással foglalkoztak.
Vályi András szerint "MASKOVA. Tót falu Nográd Várm. földes Ura G. Forgács Uraság, lakosai többfélék, fekszik Gácsfalvához nem meszsze, és annak filiája, határja ollyan mint Gergelyfalváé."
Fényes Elek szerint "Maskfalva vagy Maskova, tót falu, Nógrád vgyében, egy ágyulövésnyire a gácsi vártól, 13 kath., 583 evang. lak. Evang. anyatemplom. Földe elég, de nem igen termékeny, s inkább szereti a tavaszit, mint az őszit. F. u. gr. Forgách család."
A trianoni békeszerződésig területe Nógrád vármegye Gácsi járásához tartozott.

## Népessége
| Év:            | 1994. | 2004.   | 2014.    | 2024.   |
| -------------- | ----- | ------- | -------- | ------- |
| Emberek száma: | 291   | 288     | 326      | 331     |
| Eltérés:       |       | -1,03 % | +13,19 % | +1,53 % |

| Év:            | 2023. | 2024.   |
| -------------- | ----- | ------- |
| Emberek száma: | 327   | 331     |
| Eltérés:       |       | +1,22 % |

1910-ben 437, túlnyomórészt szlovák anyanyelvű lakosa volt.
2001-ben 297 lakosából 292 szlovák volt.
2011-ben 325 lakosából 299 szlovák volt.
2021-ben 325 lakosából 322 (+1) szlovák, 1 (+27) cigány, 1 egyéb és 1 ismeretlen nemzetiségű volt.

## Neves személyek
- Itt szolgált Koloman Banšell (1850-1887) evangélikus lelkipásztor, szlovák költő, irodalomtudományi teoretikus, író és újságíró.

## Nevezetességei

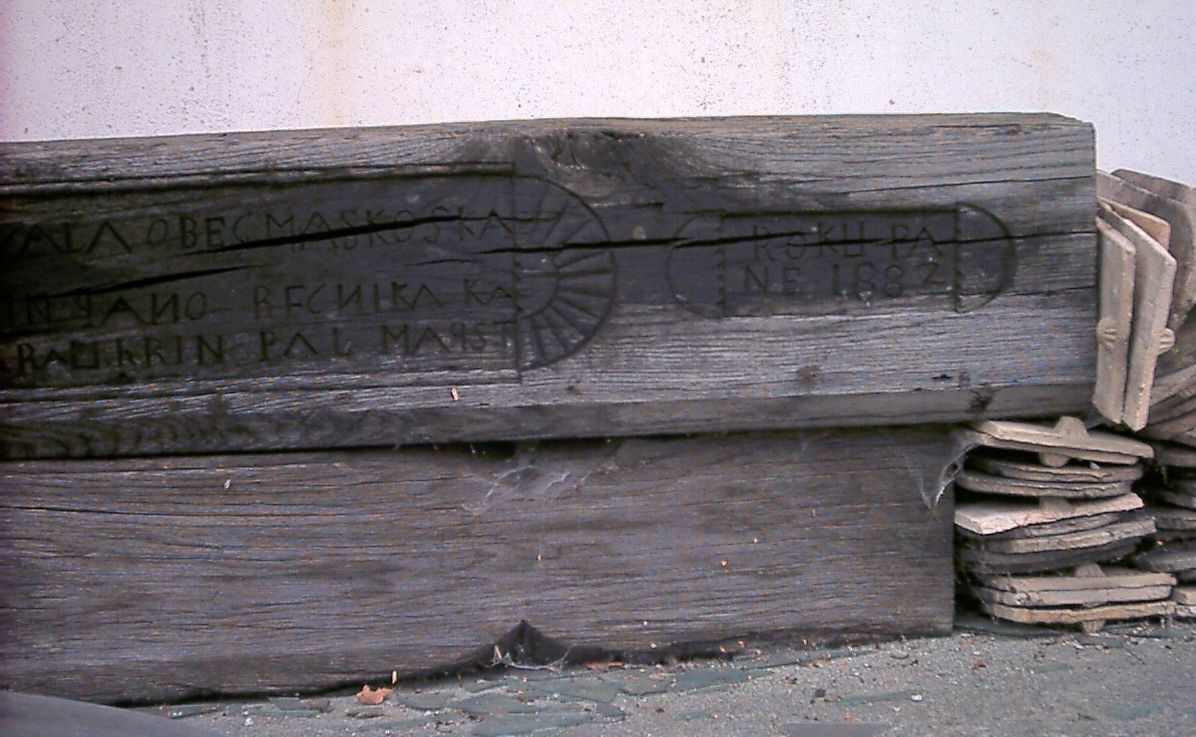

- Romtemploma a 13. században épült, a második világháborúban pusztult el.
- Evangélikus temploma.

## Külső hivatkozások
- Községinfó
- Maskófalva Szlovákia térképén
- Maskófalva címere
- E-obce.sk[halott link]